# Prytanis du Bosphore
Prytanis est un roi du Bosphore. Son règne également bref en 309 av. J.-C. fait l'objet d'un récit détaillé de Diodore de Sicile.

## Origine
Prytanis est le second fils de Pairisadès Ier ; il succède à son frère aîné Satyros II.

## Règne
Après la mort de son frère Satyros II, Prytanis lui fait de magnifiques funérailles ; il dépose le corps dans les caveaux royaux, et se rend rapidement à Gargaza, où il prend le commandement de l'armée, et se met en possession du trône. Eumélos envoie une députation pour demander à Prytanis sa part du royaume, mais ce dernier se refuse à tout partage : il laisse à Gargaza une garnison, et revient à Panticapée pour y consolider la royauté. En ce même temps, Eumélos, soutenu par les Barbares, prend Gargaza ainsi que plusieurs autres villes et places des environs. Prytanis marche à la rencontre  de son frère, mais il est vaincu dans une bataille, puis bloqué dans un isthme près du Palus-Méotis et forcé de capituler. Aux termes de cette capitulation, Prytanis livre son armée et abdique la couronne. Cependant, de retour à Panticapée, résidence ordinaire des rois du Bosphore, il fait une nouvelle tentative pour recouvrer le pouvoir ; mais, vaincu, il se réfugie à Cépes où il est tué.